# El libro libre
El libro libre est une maison d'édition de langue allemande fondée en 1942 à Mexico par un groupe d'auteurs de langue allemande en exil opposants à l'Allemagne nazie.

## Ouvrages publiés

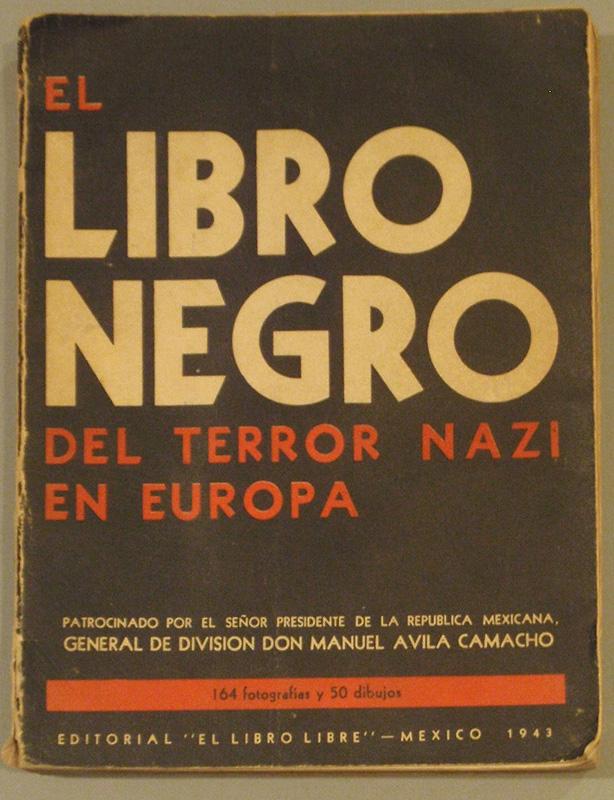
Couverture d'El libro negre del terror Nazi en Europa

Aux côtés d'ouvrages en allemand, la maison d'édition a publié des titres en espagnol, dont l'ouvrage collectif contenant les contributions de 55 auteurs, El libro negre del terror Nazi en Europa (« Le livre noir de la terreur nazie en Europe ») qui fut un succès en Amérique latine.

## Auteurs publiés
- Alexander Abusch
- Theodor Balk
- Lion Feuchtwanger
- Bruno Frank
- Leo Katz
- Egon Erwin Kisch
- Heinrich Mann
- Paul Mayer
- Paul Merker
- Theodor Plievier
- Ludwig Renn
- Anna Seghers
- André Simone
- Ernst Sommer
- Bodo Uhse (en)
- F. C. Weiskopf

## Sources
- (de) F. C. Weiskopf, 1947, Unter Fremden Himmeln, Berlin, Dietz Verlag